# Čilipi
Čilipi (in italiano Cilippi, desueto) è una frazione del comune croato di Canali.